# Giải vô địch bóng đá nữ châu Á 1983
Giải vô địch bóng đá nữ châu Á 1983 diễn ra tại Thái Lan từ 10 tháng 4 đến 17 tháng 4 năm 1983. Đội tuyển vô địch là Thái Lan sau khi đánh bại Ấn Độ trong trận chung kết.
Nhật Bản và Trung Hoa Đài Bắc ban đầu có tên trong danh sách dự giải nhưng sau đó rút lui.

## Vòng bảng
| Đội         | Tr | T | H | B | BT | BB | HS  | Đ  |
| ----------- | -- | - | - | - | -- | -- | --- | -- |
| Thái Lan    | 5  | 5 | 0 | 0 | 22 | 1  | +21 | 10 |
| Ấn Độ       | 5  | 4 | 0 | 1 | 11 | 2  | +9  | 8  |
| Singapore   | 5  | 3 | 0 | 2 | 12 | 5  | +7  | 6  |
| Malaysia    | 5  | 2 | 0 | 3 | 7  | 16 | –9  | 4  |
| Philippines | 5  | 1 | 0 | 4 | 2  | 16 | –14 | 2  |
| Hồng Kông   | 5  | 0 | 0 | 5 | 0  | 14 | –14 | 0  |

| Lượt trận 1 |       |             |
| 10 tháng 4  |       |             |
| Thái Lan    | 8 – 0 | Malaysia    |
| 10 tháng 4  |       |             |
| Ấn Độ       | 5 – 0 | Philippines |
| 10 tháng 4  |       |             |
| Singapore   | 2 – 0 | Hồng Kông   |
| Lượt trận 2 |       |             |
| 11 tháng 4  |       |             |
| Thái Lan    | 3 – 0 | Singapore   |
| 11 tháng 4  |       |             |
| Ấn Độ       | 1 – 0 | Hồng Kông   |
| 11 tháng 4  |       |             |
| Malaysia    | 1 – 0 | Philippines |
| Lượt trận 3 |       |             |
| 12 tháng 4  |       |             |
| Singapore   | 5 – 0 | Philippines |
| 12 tháng 4  |       |             |
| Thái Lan    | 4 – 0 | Hồng Kông   |
| 12 tháng 4  |       |             |
| Ấn Độ       | 3 – 0 | Malaysia    |
| Lượt trận 4 |       |             |
| 14 tháng 4  |       |             |
| Singapore   | 5 – 1 | Malaysia    |
| 14 tháng 4  |       |             |
| Philippines | 2 – 0 | Hồng Kông   |
| 14 tháng 4  |       |             |
| Thái Lan    | 2 – 1 | Ấn Độ       |
| Lượt trận 5 |       |             |
| 15 tháng 4  |       |             |
| Thái Lan    | 5 – 0 | Philippines |
| 15 tháng 4  |       |             |
| Malaysia    | 5 – 0 | Hồng Kông   |
| 15 tháng 4  |       |             |
| Ấn Độ       | 1 – 0 | Singapore   |

## Tranh hạng ba
| Malaysia | 0 – 0 (5–4 pen) | Singapore |
| -------- | --------------- | --------- |
|          |                 |           |

## Chung kết
| Thái Lan | 3 – 0 | Ấn Độ |
| -------- | ----- | ----- |
|          |       |       |